# Mothership (Led Zeppelin)
Mothership è una raccolta della band hard rock britannica Led Zeppelin, pubblicata il 12 novembre 2007 dalla Atlantic Records e dalla Rhino Entertainment.

## Descrizione
Le tracce sono state scelte dai membri superstiti del gruppo Jimmy Page, Robert Plant e John Paul Jones a rappresentanza dei loro otto album. Insieme all'edizione "base", è stata messa in commercio un'edizione Deluxe con un DVD contenente molti contenuti video precedentemente pubblicati in Led Zeppelin DVD. Il 26 agosto 2008 è stata pubblicata anche un'edizione in 4 LP. È stato rilasciato lo stesso giorno in cui l'intero catalogo dei Led Zeppelin è diventato disponibile nei negozi digitali, incluso l'iTunes Store.
L'11 dicembre 2007, le vendite della raccolta nel solo Regno Unito hanno superato le 300.000 unità, aggiudicandosi così il disco di platino.
La reinterpretazione della copertina dell'album è stata realizzata da Shepard Fairey.

## Tracce

### Disco 1
1. Good Times, Bad Times (da Led Zeppelin) (Page/Jones/Bonham)
2. Communication Breakdown (da Led Zeppelin) (Page/Jones/Bonham)
3. Dazed and Confused (da Led Zeppelin) (Page)
4. Babe I'm Gonna Leave You (da Led Zeppelin) (Bredon/Page/Plant)
5. Whole Lotta Love (da Led Zeppelin II) (Page/Plant/Jones/Dixon)
6. Ramble On (da Led Zeppelin II) (Page/Plant)
7. Heartbreaker (da Led Zeppelin II) (Page/Plant/Jones/Bonham)
8. Immigrant Song (da Led Zeppelin III) (Page/Plant)
9. Since I've Been Loving You (da Led Zeppelin III) (Page/Plant/Jones)
10. Rock and Roll (da Led Zeppelin IV) (Page/Plant/Jones/Bonham)
11. Black Dog (da Led Zeppelin IV) (Page/Plant/Jones)
12. When the Levee Breaks (da Led Zeppelin IV) (Page/Plant/Jones/Bonham/Minnie)
13. Stairway to Heaven (da Led Zeppelin IV) (Page/Plant)

### Disco 2
1. The Song Remains the Same (da Houses of the Holy) (Page/Plant)
2. Over the Hills and Far Away (da Houses of the Holy) (Page/Plant)
3. D'yer Mak'er (da Houses of the Holy) (Page/Plant/Jones/Bonham)
4. No Quarter (da Houses of the Holy) (Page/Plant/Jones)
5. Trampled Under Foot (da Physical Graffiti) (Page/Plant/Jones)
6. Houses of the Holy (da Physical Graffiti) (Page/Plant)
7. Kashmir (da Physical Graffiti) (Page/Plant/Bonham)
8. Nobody's Fault but Mine (da Presence) (Page/Plant)
9. Achilles Last Stand (da Presence) (Page/Plant)
10. In the Evening (da In Through the Out Door) (Page/Plant/Jones)
11. All My Love (da In Through the Out Door) (Plant/Jones)

### Disco 3: DVD (Deluxe Edition)
1. We're Gonna Groove (King/Bethea) (Royal Albert Hall - Gennaio 9, 1970)
2. I Can't Quit You Baby (Dixon) (Royal Albert Hall - Gennaio 9, 1970)
3. Dazed and Confused (Page) (Royal Albert Hall - Gennaio 9, 1970)
4. White Summer (canzone popolare adattata da Page) (Royal Albert Hall - Gennaio 9, 1970)
5. What Is and What Should Never Be (Page/Plant) (Royal Albert Hall - Gennaio 9, 1970)
6. How Many More Times (Page/Jones/Bonham) (Royal Albert Hall - Gennaio 9, 1970)
7. Moby Dick (Bonham/Jones/Page) (Royal Albert Hall - Gennaio 9, 1970)
8. Whole Lotta Love (Page/Bonham/Plant/Jones) (Royal Albert Hall - Gennaio 9, 1970)
9. Communication Breakdown (Page/Jones/Bonham) (Royal Albert Hall - Gennaio 9, 1970)
10. Bring It on Home (Page/Plant) (Royal Albert Hall - Gennaio 9, 1970)
11. Immigrant Song (Page/Plant) (Sydney Showground - February 27, 1972)
12. Black Dog (Page/Plant/Jones) (Madison Square Garden - Luglio 27, 28, 29, 1973)
13. Misty Mountain Hop (Page/Plant/Jones) (Madison Square Garden - Luglio 27, 28, 29, 1973)
14. Going to California (Page/Plant) (Earls Court - Maggio 25, 1975)
15. In My Time of Dying (Bonham/Jones/Page/Plant) (Earls Court - Maggio 25, 1975)
16. Stairway to Heaven (Page/Plant) (Earls Court - Maggio 25, 1975)
17. Rock and Roll (Page/Plant/Jones/Bonham) (Knebworth - Agosto 4, 1979)
18. Nobody's Fault but Mine (Page/Plant) (Knebworth - Agosto 4, 1979)
19. Kashmir (Bonham/Page/Plant) (Knebworth - Agosto 4, 1979)
20. Whole Lotta Love (Page/Bonham/Plant/Jones) (Knebworth - Agosto 4, 1979)